# Dreamgirls: Music from the Motion Picture
Dreamgirls é o álbum contendo a trilha-sonora original do filme homônimo da DreamWorks/Paramount Dreamgirls (2006), que é uma adpatção do musical da Broadway de mesmo nome (1981).
O álbum foi lançado nos Estados Unidos pela Music World Entertainment (através da Columbia Records/Sony Music) em 5 de dezembro de 2006 em duas edições: uma contendo apenas um único CD, e a outra contendo dois. A edição de um único CD é uma seleção das principais canções do filme, enquanto que a edição de dois CDs inclui todas as canções apresentadas no filme ao lado de várias faixas bônus.
Harvey Mason, Jr. e Damon Thomas, que formam a dupla de produção The Underdogs, produziram e arranjaram a trilha-sonora do filme. A trilha-sonora do filme inclui quatro canções novas, que não estão presentes no musical da Broadway: "Listen", "Love You I Do", "Patience" e "Perfect World". "Listen" foi lançado para as rádios como o primeiro single oficial do álbum em 16 de outubro de 2006. Mais tarde, a versão disco de "One Night Only" foi lançada para as boates e para o iTunes como o segundo single oficial do álbum.
A edição simples de Dreamgirls: Music from the Motion Picture estreou na vigésima posição na lista dos álbuns mais vendidos dos Estados Unidos (a Billboard 200), com vendas de 92000 unidades. Em sua quinta semana na lista, o álbum atingiu o topo da Billboard 200 com vendas de apenas 68000 unidades. De fato, o álbum entrou no primeiro lugar da lista com o número mais baixo de vendas desde que o sistema SoundScan foi introduzido para calcular a vendagem de álbuns no país em 1991. Em sua sexta semana na lista, o álbum quebrou seu próprio recorde de vandagem baixa, segurando o primeiro lugar com apenas 60000 unidades vendidas (o que representa um declínio de 9% nas vendas em relação à quinta semana). Na quinta-feira, 25 de janeiro, o álbum caiu para a segunda posição na lista, no entanto, vendeu o suficiente para poder conseguir receber um disco de platina da RIAA (um milhão de cópias vendidas). O álbum também atingiu a posição máxima de número nove no World Albums Chart.

## Lista de faixas
Todas as canções abaixo foram escritas por Henry Krieger e Tom Eyen, exceto aquelas que estão distinguidas. Todas as faixas foram produzidas por The Underdogs (Harvey Mason, Jr. and Damon Thomas), com exceção de "Listen" (produzida por Beyoncé Knowles and The Underdogs) e dos remixes na edição especial do álbum (produzidos por Richie Jones).
| Edição padrão |                                                                |         |  |
| N.º           | Título                                                         | Duração |  |
| 1.            | "Move"                                                         |         |  |
| 2.            | "Fake Your Way To The Top"                                     |         |  |
| 3.            | "Cadillac Car"                                                 |         |  |
| 4.            | "Steppin' To The Bad Side"                                     |         |  |
| 5.            | "Love You I Do" (Henry Krieger, Siedah Garrett)                |         |  |
| 6.            | "I Want You Baby"                                              |         |  |
| 7.            | "Family"                                                       |         |  |
| 8.            | "Dreamgirls"                                                   |         |  |
| 9.            | "It's All Over"                                                |         |  |
| 10.           | "And I Am Telling You I'm Not Going"                           |         |  |
| 11.           | "When I First Saw You"                                         |         |  |
| 12.           | "Patience" (com Krieger, Willie Reale)                         |         |  |
| 13.           | "I Am Changing"                                                |         |  |
| 14.           | "I Meant You No Harm"/"Jimmy's Rap"                            |         |  |
| 15.           | "One Night Only"                                               |         |  |
| 16.           | "One Night Only (Disco)"                                       |         |  |
| 17.           | "Listen" (Krieger, Anne Preven, Scott Cutler, Beyoncé Knowles) |         |  |
| 18.           | "Hard To Say Goodbye"                                          |         |  |
| 19.           | "Dreamgirls (Finale)"                                          |         |  |
| 20.           | "When I First Saw You" [End Title Duet Version]"               |         |  |

### Edição especial
| CD 1 |                                                 |         |  |
| N.º  | Título                                          | Duração |  |
| 1.   | "I'm Lookin' For Something"                     |         |  |
| 2.   | "Goin' Downtown"                                |         |  |
| 3.   | "Takin' The Long Way Home"                      |         |  |
| 4.   | "Move"                                          |         |  |
| 5.   | "Fake Your Way To The Top"                      |         |  |
| 6.   | "Big (instrumental)"                            |         |  |
| 7.   | "Cadillac Car"                                  |         |  |
| 8.   | "Steppin' To The Bad Side"                      |         |  |
| 9.   | "Love You I Do" (Henry Krieger, Siedah Garrett) |         |  |
| 10.  | "I Want You Baby"                               |         |  |
| 11.  | "Family"                                        |         |  |
| 12.  | "Dreamgirls" (Heavy)                            |         |  |
| 13.  | "It's All Over"                                 |         |  |
| 14.  | "And I Am Telling You I'm Not Going 1"          |         |  |

| CD 2 |                                                                                |         |  |
| N.º  | Título                                                                         | Duração |  |
| 1.   | "I'm Somebody ²"                                                               |         |  |
| 2.   | "When I First Saw You"                                                         |         |  |
| 3.   | "Patience" (Krieger, Willie Reale)                                             |         |  |
| 4.   | "I Am Changing"                                                                |         |  |
| 5.   | "Perfect World" (Krieger, Garrett)                                             |         |  |
| 6.   | "I Meant You No Harm"/"Jimmy's Rap"                                            |         |  |
| 7.   | "Lorrell Loves Jimmy"/"Family (Reprise)"                                       |         |  |
| 8.   | "Step On Over"                                                                 |         |  |
| 9.   | "I Miss You Old Friend"                                                        |         |  |
| 10.  | "Effie, Sing My Song"                                                          |         |  |
| 11.  | "One Night Only"                                                               |         |  |
| 12.  | "One Night Only (Disco)" (Krieger, Anne Preven, Scott Cutler, Beyoncé Knowles) |         |  |
| 13.  | "Hard To Say Goodbye"                                                          |         |  |
| 14.  | "Dreamgirls (Finale)"                                                          |         |  |
| 15.  | "Curtain Call³" (Krieger, Eyen, Garrett)                                       |         |  |
| 16.  | "Family" (Versão dos créditos finais)                                          |         |  |
| 17.  | "When I First Saw You" (Dueto dos créditos finais)                             |         |  |
| 18.  | "One Night Only" (Dance Mix)                                                   |         |  |
| 19.  | "And I Am Telling You I'm Not Going" (Dance Mix)                               |         |  |
| 20.  | "Patience" (Demo dos compositores, Krieger, Willie Reale³)                     |         |  |

Observações
- 1 Inclui uma faixa escondida: "Love Love Me Baby"
- ² Inclui um pot-pourri (medley) de "Move", "Love Love Me Baby" e "Heavy"
- ³ Inclui uma faixa escondida: "Effie White's Gonna Win"

## Intérpretes
| - "I'm Looking for Something" Maxi Anderson, Charlene Carmen, Keisha Heely - "Goin' Downtown" Steve Russell, Durrell Babbs, Luke Boyd, Eric Dawkins - "Takin' the Long Way Home" Michael-Leon Wooley - "Move" Jennifer Hudson, Beyoncé Knowles, Anika Noni Rose - "Fake Your Way to the Top" Eddie Murphy, Anika Noni Rose, Jennifer Hudson, Beyoncé Knowles - "Cadillac Car" Eddie Murphy, Anika Noni Rose, Jennifer Hudson, Beyoncé Knowles, Rory O'Malley, Laura Bell Bundy, Anne Warren - "Steppin' to the Bad Side" Jamie Foxx, Keith Robinson, Hinton Battle, Eddie Murphy, Anika Noni Rose, Jennifer Hudson, Beyoncé Knowles - "Love You I Do" Jennifer Hudson - "I Want You Baby" Eddie Murphy, Anika Noni Rose, Jennifer Hudson, Beyoncé Knowles - "Family" Keith Robinson, Jennifer Hudson, Beyoncé Knowles, Anika Noni Rose, Jamie Foxx - "Dreamgirls" Beyoncé Knowles, Jennifer Hudson, Anika Noni Rose - "Heavy" Beyoncé Knowles, Jennifer Hudson, Anika Noni Rose - "It's All Over" Jennifer Hudson, Jamie Foxx, Beyoncé Knowles, Anika Noni Rose, Keith Robinson, Sharon Leal - "And I Am Telling You I'm Not Going" Jennifer Hudson - "Love Love Me Baby" Beyoncé Knowles, Anika Noni Rose, Sharon Leal | - "I'm Somebody" Beyoncé Knowles, Anika Noni Rose, Sharon Leal - "When I First Saw You" Jamie Foxx Duet end-title version by Jamie Foxx and Beyoncé Knowles - "Patience" Eddie Murphy, Anika Noni Rose, Keith Robinson "Composer's Demo" by Henry Krieger - "I Am Changing" Jennifer Hudson - "Perfect World" Steve Russell - "I Meant You No Harm"/"Jimmy's Rap" Eddie Murphy - "Lorrell Loves Jimmy"/"Family (Reprise)" Anika Noni Rose, Beyoncé Knowles, Sharon Leal - "Step On Over" Beyoncé Knowles, Anika Noni Rose, Sharon Leal - "I Miss You Old Friend" Loretta Devine - "Effie, Sing My Song" Keith Robinson, Jennifer Hudson - "One Night Only" Soul version by Jennifer Hudson Disco and dance versions by Beyoncé Knowles, Anika Noni Rose, Sharon Leal - "Listen" Beyoncé Knowles - "Hard To Say Goodbye" Beyoncé Knowles, Anika Noni Rose, Sharon Leal - "Dreamgirls (Finale)" Jennifer Hudson, Beyoncé Knowles, Anika Noni Rose, Sharon Leal - "Effie White's Gonna Win" Jennifer Hudson |

## Prêmios
| Ano  | Prêmio                             | Nomeação                                                                               | Categoria                                                                              | Resultado |
| ---- | ---------------------------------- | -------------------------------------------------------------------------------------- | -------------------------------------------------------------------------------------- | --------- |
| 2006 | Satellite Awards                   | Best Original Song                                                                     | "Listen"                                                                               | Indicado  |
| 2006 | Satellite Awards                   | Best Original Song                                                                     | "Love You I Do"                                                                        | Indicado  |
| 2007 | Óscar                              | "Listen"                                                                               | Best Original Song                                                                     | Indicado  |
| 2007 | Óscar                              | "Patience"                                                                             | Best Original Song                                                                     | Indicado  |
| 2007 | Óscar                              | "Love You I Do"                                                                        | Best Original Song                                                                     | Indicado  |
| 2007 | Black Reel Award                   | "Listen"                                                                               | Best Original Song                                                                     | Indicado  |
| 2007 | Black Reel Award                   | "And I Am Telling You I'm Not Going"                                                   | Best Original Song                                                                     | Venceu    |
| 2007 | Black Reel Award                   | "One Night Only"                                                                       | Best Original Song                                                                     | Indicado  |
| 2007 | Black Reel Award                   | Best Original Soundtrack                                                               | Best Original Soundtrack                                                               | Venceu    |
| 2007 | American Music Award               | Favorite Soundtrack                                                                    | Favorite Soundtrack                                                                    | Indicado  |
| 2007 | Broadcast Film Critics Association | Best Original Soundtrack                                                               | Best Original Soundtrack                                                               | Venceu    |
| 2007 | Broadcast Film Critics Association | Best Original Song                                                                     | "Listen"                                                                               | Venceu    |
| 2007 | Golden Globe Awards                | Best Original Song                                                                     | "Listen"                                                                               | Indicado  |
| 2007 | NAACP Image Awards                 | Outstanding Álbum                                                                      | Outstanding Álbum                                                                      | Venceu    |
| 2008 | Japan Gold Disc Awards             | Soundtrack Álbum of the Year                                                           | Soundtrack Álbum of the Year                                                           | Venceu    |
| 2008 | Grammy Awards                      | Best Compilation Soundtrack Álbum for Motion Picture, Television or Other Visual Media | Best Compilation Soundtrack Álbum for Motion Picture, Television or Other Visual Media | Indicado  |
| 2008 | Grammy Awards                      | Best Song Written for a Motion Picture or Television                                   | "Love You I Do"                                                                        | Venceu    |

## Desempenho
| Tabelas musicais (2006-2007)                  | Melhor posição |
| --------------------------------------------- | -------------- |
| Estados Unidos - Billboard 200                | 1              |
| Estados Unidos - Billboard R&B/Hip-Hop Albums | 1              |
| Estados Unidos - Top Soundtracks              | 1              |
| Alemanha - German Top 100                     | 28             |
| Austrália - Australian Albums Chart           | 15             |
| Áustria - Ö3 Austria Top 40                   | 21             |
| Espanha - Spanish Albums chart                | 55             |
| França - France Albums chart                  | 65             |
| Países Baixos - Dutch Albums chart            | 22             |
| Polónia - Polish Albums chart                 | 41             |
| Suécia - Sweden Albums chart                  | 14             |
| Suíça - Swiss Albums chart                    | 27             |
| Mundo - United World Chart                    | 7              |

| Tabelas musicais (2007)                       | Posição |
| --------------------------------------------- | ------- |
| Estados Unidos - Billboard 200                | 41      |
| Estados Unidos - Billboard R&B/Hip-Hop Albums | 16      |
| Estados Unidos - Top Soundtracks              | 6       |

| País / Certificadora  | Certificação |
| --------------------- | ------------ |
| Estados Unidos / RIAA | Platina      |
| Japão / RIAJ          | Ouro         |

### Canções
| 2006 - 2007                          | 2006 - 2007    | 2006 - 2007    | 2006 - 2007    | 2006 - 2007    | 2006 - 2007    | 2006 - 2007    | 2006 - 2007    |                |
| Nome                                 | Melhor posição | Melhor posição | Melhor posição | Melhor posição | Melhor posição | Melhor posição | Melhor posição | Melhor posição |
| Nome                                 | EUA            | EUA R&B        | ALE            | ITA            | IRL            | SUI            | UK             |                |
| ------------------------------------ | -------------- | -------------- | -------------- | -------------- | -------------- | -------------- | -------------- | -------------- |
| "One Night Only"                     | —              | —              | —              | —              | —              | —              | 67             |                |
| "And I Am Telling You I'm Not Going" | 60             | 14             | —              | —              | 37             | —              | 32             |                |
| "Listen"                             | 61             | 23             | 18             | 9              | 6              | 10             | 8              |                |